# Tvådelad ekonomi
En tvådelad ekonomi är en där det existerar två separata ekonomiska sektorer som åtskiljs av olika utvecklings- och teknologiska nivåer samt olika nivåer på efterfrågan. Begreppet myntades ursprungligen av ekonomen Julius Herman Boeke för att beskriva samexistensen av moderna och traditionella sektorer i en kolonialekonomi.
Tvådelade ekonomier är vanliga i utvecklingsländer där en sektor är riktad mot de lokala behoven medan en annan riktats mot den globala exportmarknaden. Tvådelade ekonomier kan uppstå inom samma sektor, som exempelvis när en modern plantage eller annan jordbruksenhet opererar bland traditionella brukarsystem. William Arthur Lewis använde konceptet som grund för sin arbetsutbudsteori om urbanisering. Han delade upp ekonomin i tå huvudsakliga sektorer: en lantlig med låga inkomster och baserad på husbehov, och en expansiv urban och kapitalistisk sektor. Den urbana ekonomin absorberade arbetskraft från de rurala områdena, vilket pressade ner de urbana lönerna, till dess att det rurala överskottet mattats ut.
En jämförelse från Världsbanken mellan sektortillväxt i Elfenbenskusten, Ghana och Zimbabwe efter 1965 användes som bevis mot den tvådelade ekonomi-modellen. Forskningen visade att det finns en positiv koppling mellan tillväxt inom industrin och inom jordbruket. Författarna hävdade att för att maximera tillväxten borde man fokusera på jordbruk och tjänster tillsammans med en industriell utveckling.